# Nicklas Lautakoski

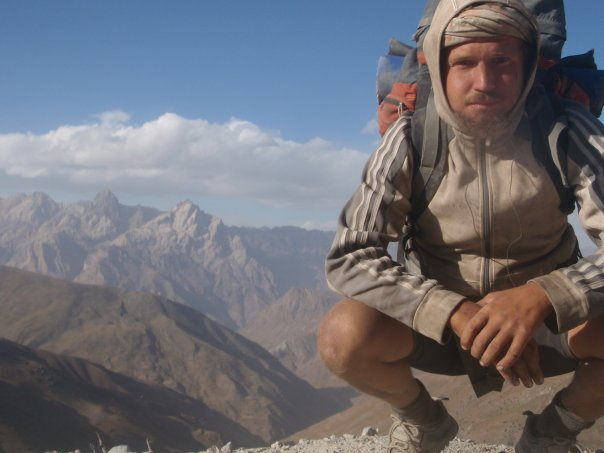
Nicklas Lautakoski, i bergen i Tadzjikistan.

Nicklas Lautakoski, född den 4 september 1985 i Katrineholm, är en svensk äventyrare och föreläsare. 
Under 2008 påbörjade Lautakoski sin 2 000 mil långa resa mellan Portugal och Kina. Åtta månader, 1 200 mil och 20 länder senare nådde han gränsen till Kina där äventyret fick ett abrupt slut då den kinesiska centralregeringen spärrat av gränsen i samband med att oroligheter kopplade till Olympiska spelen utbröt i den västra provinsen Xinjiang. Gränsen till Kina spärrades helt sonika av för utlänningar.
Under 2010 åkte Nicklas Lautakoski tillsammans med kollegorna Alexander Gustafsson och Albin Isaksson motorcykel mellan Nordkap, den nordligaste punkten i Europa, och Kap Agulhas, den sydligaste punkten i Afrika. Med ambitionen att ta sig upp på den högsta punkten i varje land var de framme vid slutmålet efter 6 månader, 3 200 mil på vägarna och 11 bestigna berg. Projektet kallades "Från Kap till Kap".
2014 blev Lautakoski tillsammans med sin expedition Team Madagaskar första svenskar att nå Madagaskars högsta topp, Maromokotra 2890 m ö.h. Andra deltagare att nå toppen var Elias Sjöberg och Alexander Gustafsson.
Nicklas Lautakoski föreläser om sina äventyr med tonvikt på punkterna motivation, inspiration och viljan att nå sina mål.
Lautakoski har också dykt upp på USA:s verklighetshow, Naked and Afraid.